# 野上まき
野上 まき（のがみ まき）は福井県で活動するフリーアナウンサー、イベント・ウエディングのプロデュース会社 wedding comachi 代表を務める。
出身地は福井県鯖江市。FMラジオやテレビ等のレポーター、パーソナリティを経て現在は主に式典や披露宴の司会者として活動中。